# Jakob Lempp
Jakob Lempp (* 1977 in Filderstadt) ist ein deutscher Politikwissenschaftler.

## Leben
Lempp studierte von 1998 bis 2003 als Stipendiat der Studienstiftung des deutschen Volkes Politikwissenschaft, Philosophie und Kommunikationswissenschaft an der Technischen Universität Dresden (M.A.) und von 2000 bis 2001 mit einem DAAD-Stipendium European Studies an der Universität Turku in Finnland (Diploma).
Er war von 2003 bis 2008 wissenschaftlicher Mitarbeiter am Lehrstuhl für Politische Systeme und Systemvergleich von Werner J. Patzelt an der TU Dresden. 2008 wurde er mit der Dissertation Die Evolution des Rats der Europäischen Union. Institutionenevolution zwischen Intergouvernementalismus und Supranationalismus zum Dr. phil. promoviert.
Von 2009 bis 2012 war er Consultant bei der Boston Consulting Group in München.
Er ist derzeit Professor für Politologie mit dem Schwerpunkt Internationale Beziehungen an der Hochschule Rhein-Waal in Kleve. Seine Forschungsschwerpunkte sind u. a. Europäische Integration, Parlamentarismus und Parteiensystem.
Lempp ist u. a. Mitglied der Deutschen Vereinigung für Politische Wissenschaft, der Deutschen Vereinigung für Politische Bildung und der Deutschen Osttimor Gesellschaft.
Beiträge steuerte er u. a. für die Bundeszentrale für politische Bildung (bpb) bei.
Lempp ist verheiratet und Vater von vier Kindern.

## Auszeichnungen
- 2003: Preis der Philosophischen Fakultät (für beste Abschlussarbeit)
- 2004: Georg-Helm-Preis
- 2014: Lehrpreis der Hochschule Rhein-Waal[3]

## Schriften (Auswahl)
- (Hrsg. mit Christian Demuth): Parteien in Sachsen. be.bra wissenschaft verlag, Berlin 2006, ISBN 978-3-937233-35-2.
- (Hrsg. mit Christian Junge): Parteien in Berlin. be.bra wissenschaft verlag, Berlin 2007, ISBN 978-3-937233-34-5.
- (Hrsg.): Parteien in Brandenburg. be.bra wissenschaft verlag, Berlin 2008, ISBN 978-3-937233-48-2.
- Die Evolution des Rats der Europäischen Union. Institutionenevolution zwischen Intergouvernementalismus und Supranationalismus (= Studien zum Parlamentarismus. Band 9). Nomos, Baden-Baden 2009, ISBN 978-3-8329-4277-9.
- (Hrsg. mit Gregor van der Beek und Thorsten Korn): Aktuelle Herausforderungen in der Wirtschaftsförderung. Springer Gabler, Wiesbaden 2015, ISBN 978-3-658-08959-7.
- (Hrsg. mit Thomas Pitz und Jörn Sickmann): Die Zukunft des Bargelds. Springer Gabler, Wiesbaden 2018, ISBN 978-3-658-21719-8.
- (Hrsg. mit Christoph Meißelbach und Stephan Dreischer): Politikwissenschaft als Beruf. Springer VS, Wiesbaden 2018, ISBN 978-3-658-21556-9.
- (Hrsg. mit Sebastian Mayer und Alexander Brand): Die politischen Systeme Zentralasiens. Springer VS, Wiesbaden 2020, ISBN 978-3-658-31632-7.
- (mit Oliver Serfling u. Jan Niklas Rolf): Parteianhängerschaft in Deutschland. Eine Analyse der Parteien und ihrer Anhängerschaften in Bund und Ländern. Springer, Wiesbaden 2023, ISBN 978-3-658-39552-0.
- (Hrsg. mit Sebastian Mayer): Central Asia in a Multipolar World – Internal Change, External Actors, Regional Cooperation. Springer, Cham 2024, ISBN 978-3-031-63726-1.
- (Hrsg. mit Sebastian Mayer): The EU as an Actor in Central Asia – External Impacts, Regional Responses. Palgrave Macmillan, Cham 2024, ISBN 978-3-031-51353-4.